# 1983 RV3
1983 RV3 är en asteroid i huvudbältet som upptäcktes den 4 september 1983 av den belgiske astronomen Henri Debehogne vid La Silla-observatoriet.
Asteroiden har en diameter på ungefär 13 kilometer.